# كأس الدوري الياباني 2019
كأس الدوري الياباني 2019 (باليابانية: 2019年のJリーグカップ) هو الموسم 27 من كأس الدوري الياباني. كان عدد الأندية المشاركة فيه 20، وفاز فيه كاواساكي فرونتال.